# Calhoun Road
Calhoun Road (littéralement Chemin-Calhoun) est une autorité taxatrice de la paroisse de Dorchester, située dans le comté de Westmorland, au sud-est du Nouveau-Brunswick. Le village est situé au bord de la rivière Memramcook et est traversé par la route Transcanadienne. Il est limitrophe de Memramcook à l'ouest et au sud, de la paroisse de Sackville à l'est, de la paroisse de Shédiac au nord-est et de la paroisse de Moncton au nord-ouest. Plusieurs carrières sont exploitées à Calhoun Road. Calhoun Road est situé dans le territoire historique des Micmacs, plus précisément dans le district de Sigenigteoag, qui comprend l'actuel côte Est du Nouveau-Brunswick, jusqu'à la baie de Fundy.